# ولاية توقاد
محافظة توقاد هي إحدى محافظات تركيا. عاصمتها مدينة توقاد تبلغ مساحتها 9,912 كم2 ويبلغ عدد سكانها 828,027 نسمة كما يبلغ معدل الكثافة السكانية 83/كم2 تقع في شمال تركيا.

## معرض صور

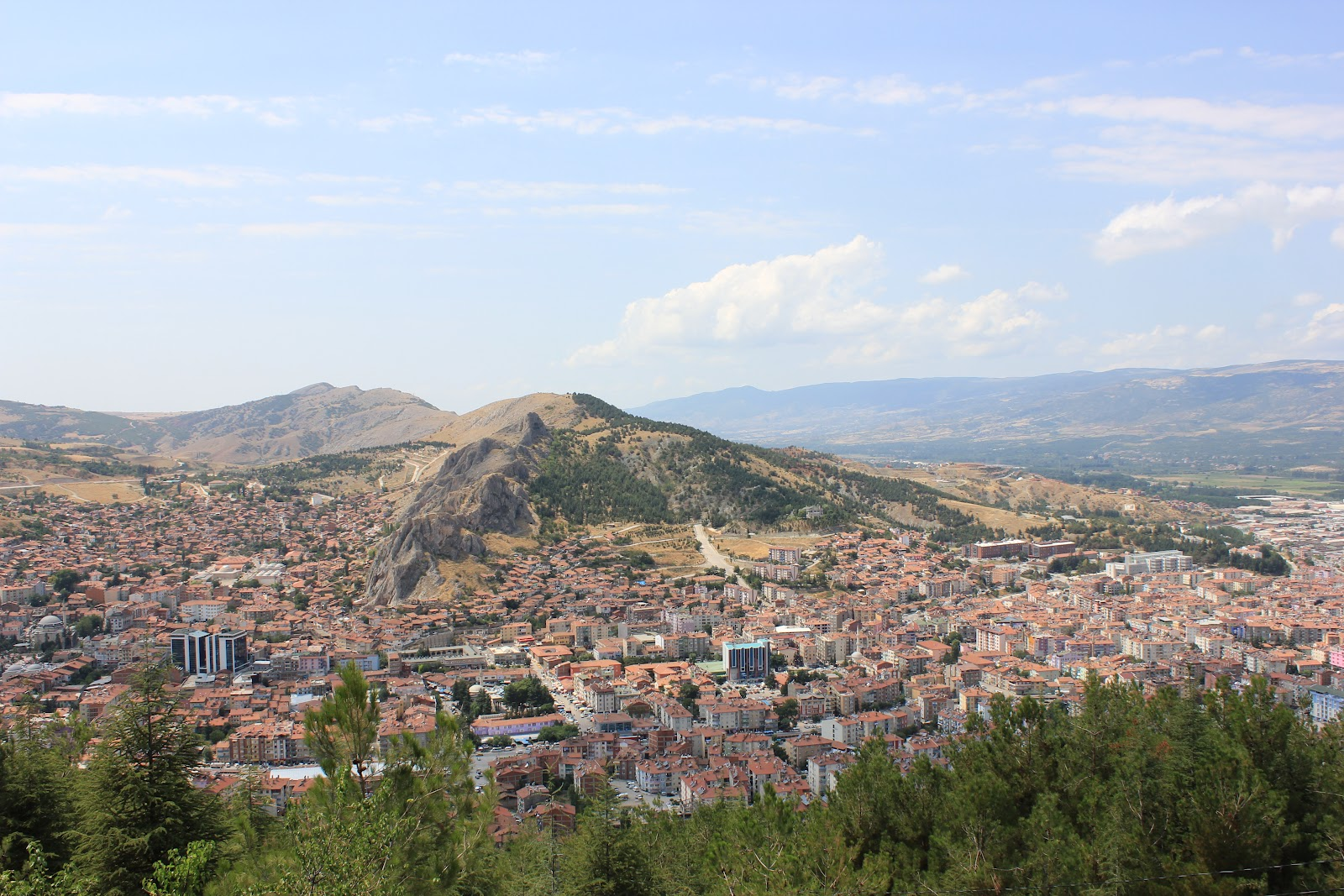
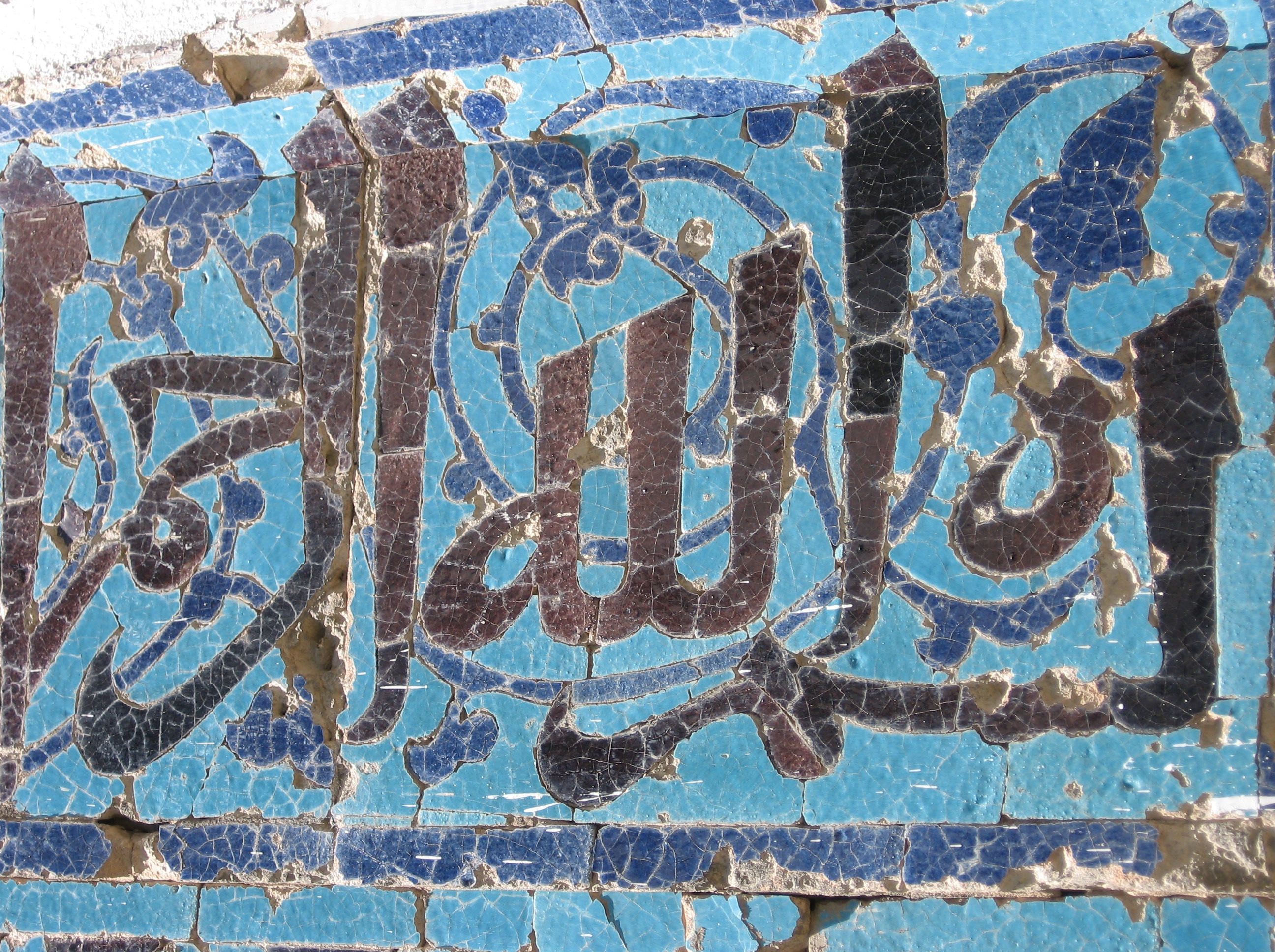
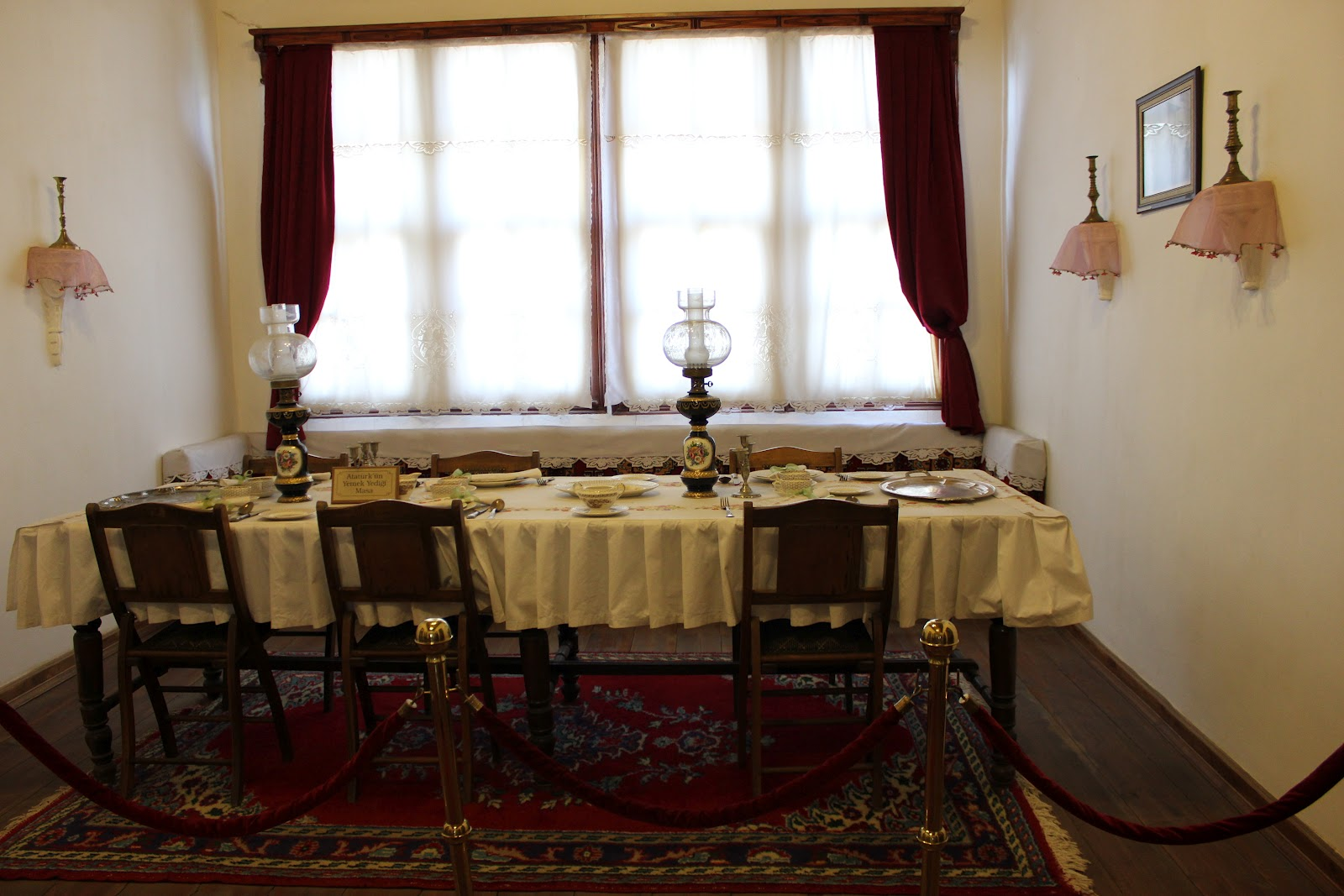
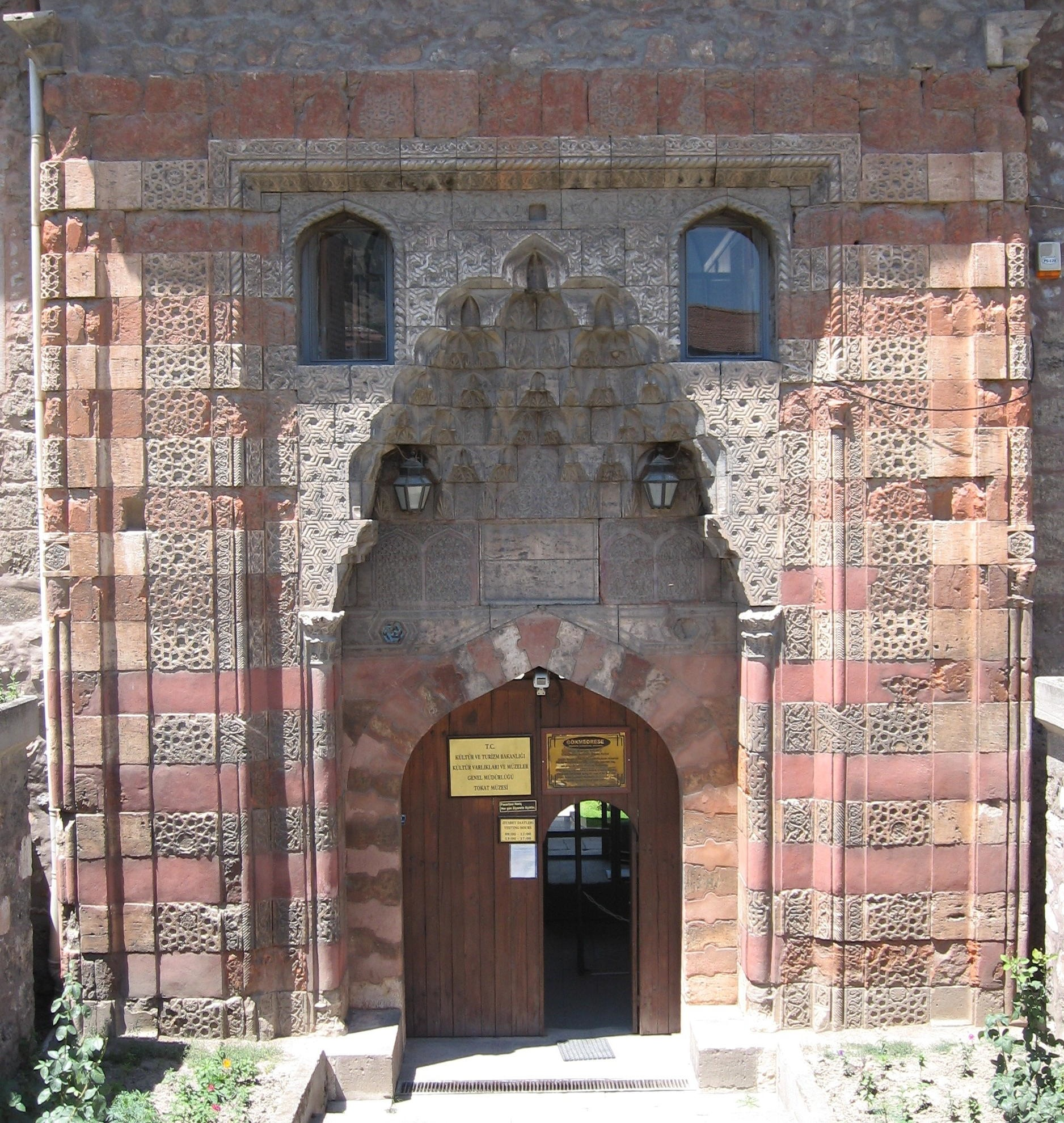
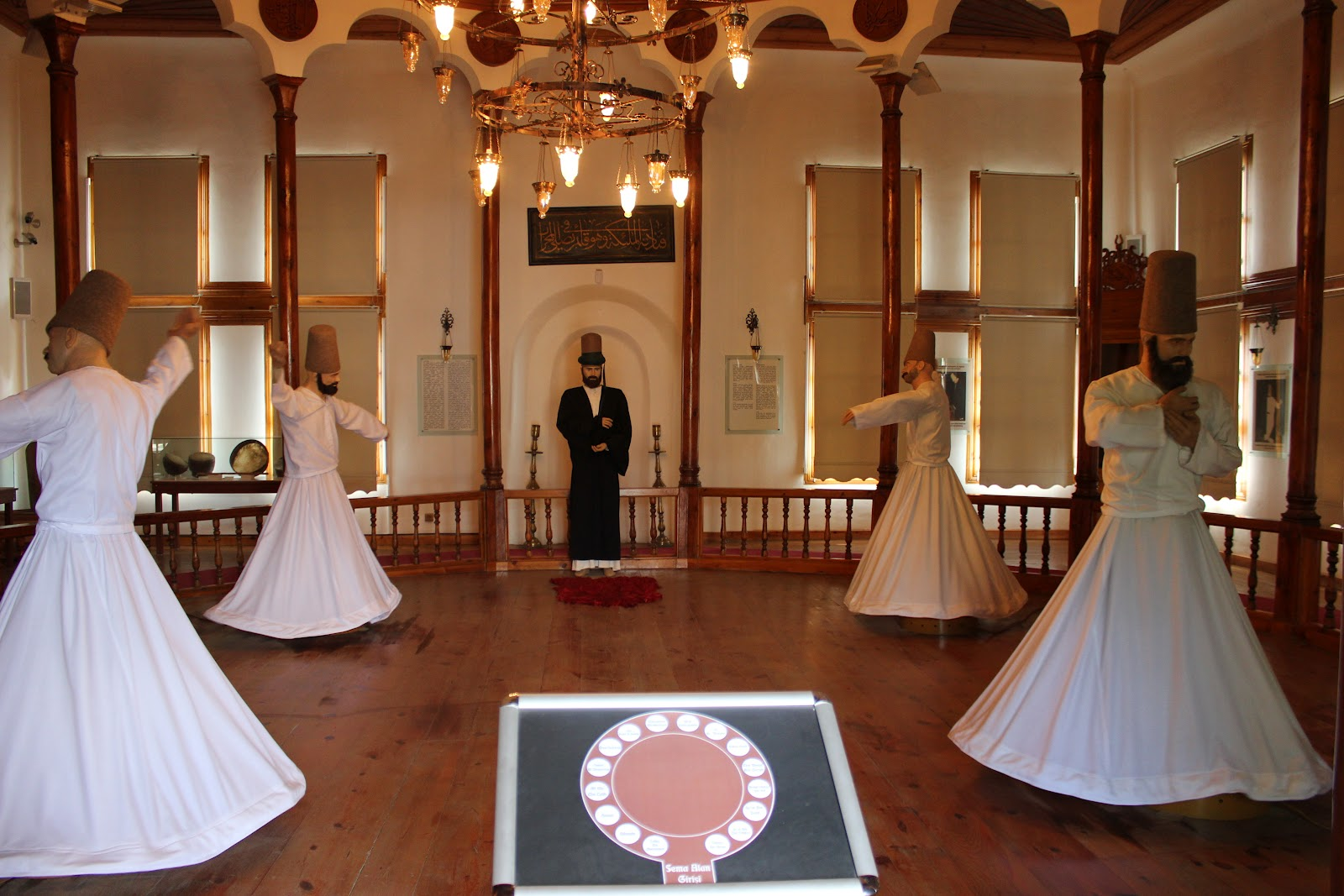
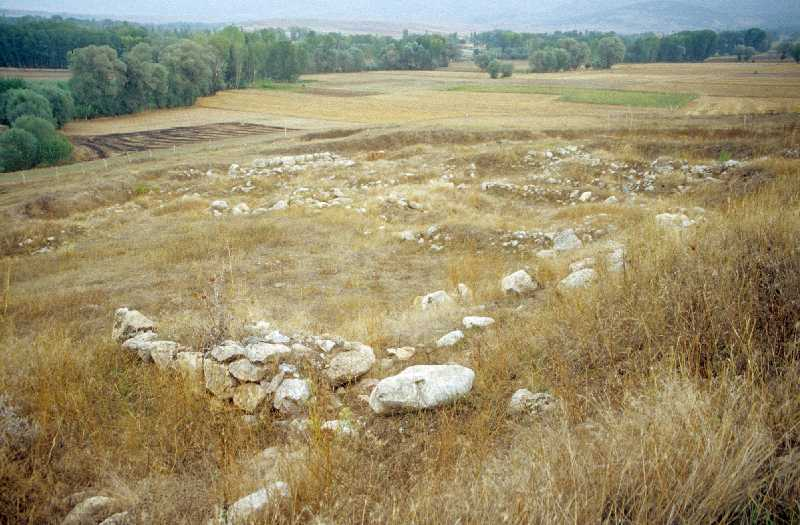